# Apogon wilsoni
Apogon wilsoni är en fiskart som först beskrevs av Fowler, 1918.  Apogon wilsoni ingår i släktet Apogon och familjen Apogonidae. Inga underarter finns listade i Catalogue of Life.